# イヌザンショウ
イヌザンショウ（犬山椒、学名: Zanthoxylum schinifolium var. schinifolium または Zanthoxylum schinifolium）は、ミカン科サンショウ属の落葉低木。別名、オオバイヌザンショウ、ホソバイヌザンショウ、コバノイヌザンショウともよばれる。

## 名称
和名「イヌザンショウ」の由来は、サンショウに似るが、香りが弱く香辛料にならないため、名に本物のサンショウに比べて役に立たないという意味の「イヌ」をつけたものである。中国名は「青花椒」。

## 特徴
日本の本州（秋田・岩手県以西）、四国、九州と、朝鮮半島、中国に分布する。山地や山野の河原や林縁などに生える。
落葉広葉樹の低木から小高木。高さは1 - 3メートル (m) になる。樹皮は灰褐色で、若木はこぶ状になったトゲがあるが、次第に少なくなる。成木の樹皮には縦に裂け目が入ってくる。若い枝は暗緑色や赤褐色で無毛、トゲが互生し、トゲが対生するサンショウと見分けられる。葉は奇数羽状複葉で互生し、小葉は長楕円形から広披針形で長さは2 - 4センチメートル (cm) ある。葉に腺点がある。
花期は7 - 8月でサンショウよりも遅い。雌雄異株。枝の先に淡緑色の小花を多数つける。花は淡緑色で、花弁と萼片が5枚ずつつくのが特徴で、サンショウには花弁がないのが相違点である。果期は10月。果実は楕円形状球形の蒴果で、紅紫色から紅褐色を帯び、3個の分果に分かれる。分果はほぼ球形で長さ4 - 5ミリメートル (mm) あり、熟しても淡緑色で、熟すと2つに裂けて、中から光沢がある黒色の種子を出す。種子は長さ3 - 4 mmの楕円状の球形で、種皮は光沢があるが、種皮を剥くと黒色で表面に凹凸が並ぶ。葉や果実はサンショウほど香らない。
冬芽は互生し、暗褐色の芽鱗2 - 3枚に覆われた小さな半球状をしており、葉痕のほうが大きい。枝先には仮頂芽がつく。葉痕は半円形や心形で、維管束痕が3個ある。しばしば枝先に果序が残る。

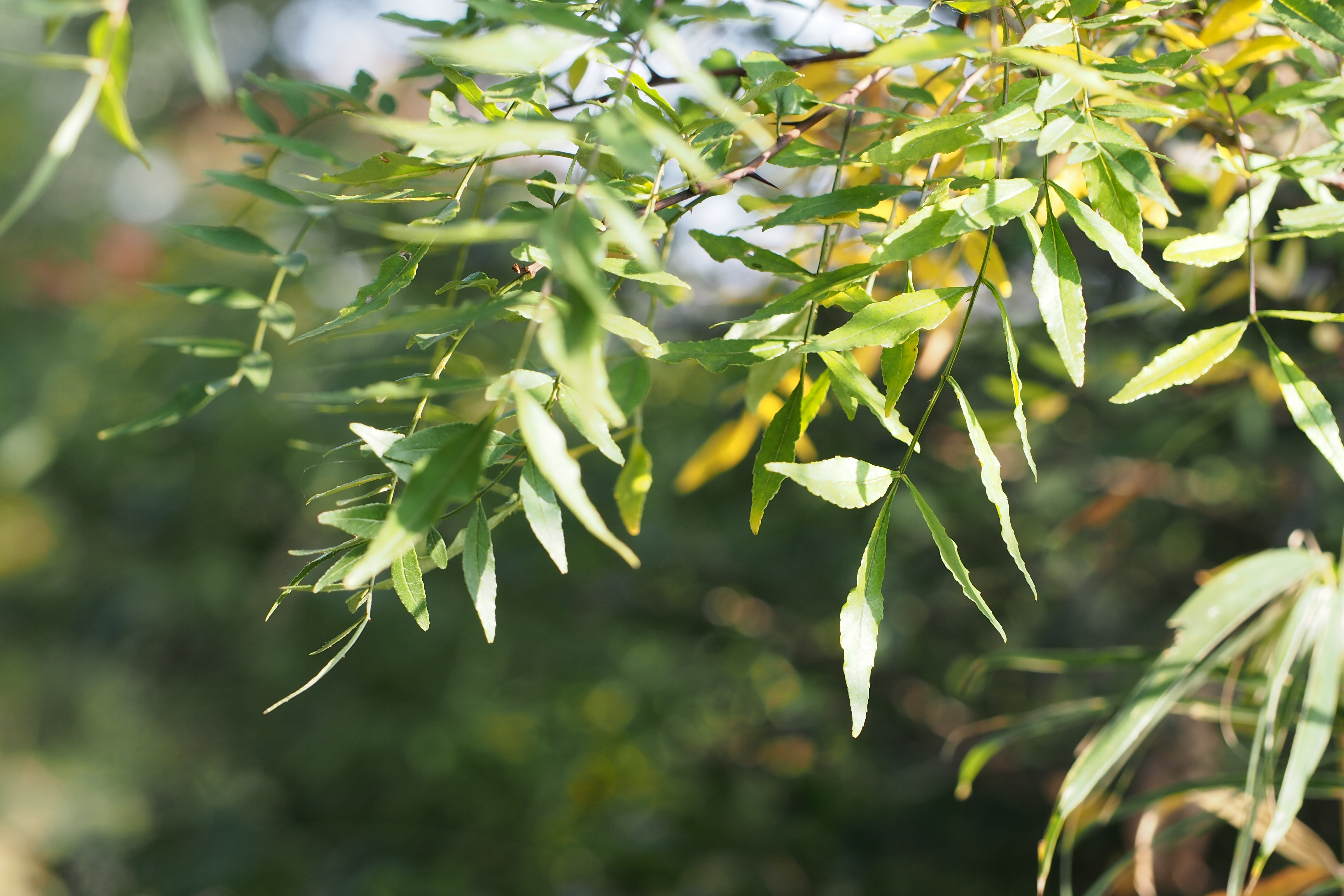
枝先の葉
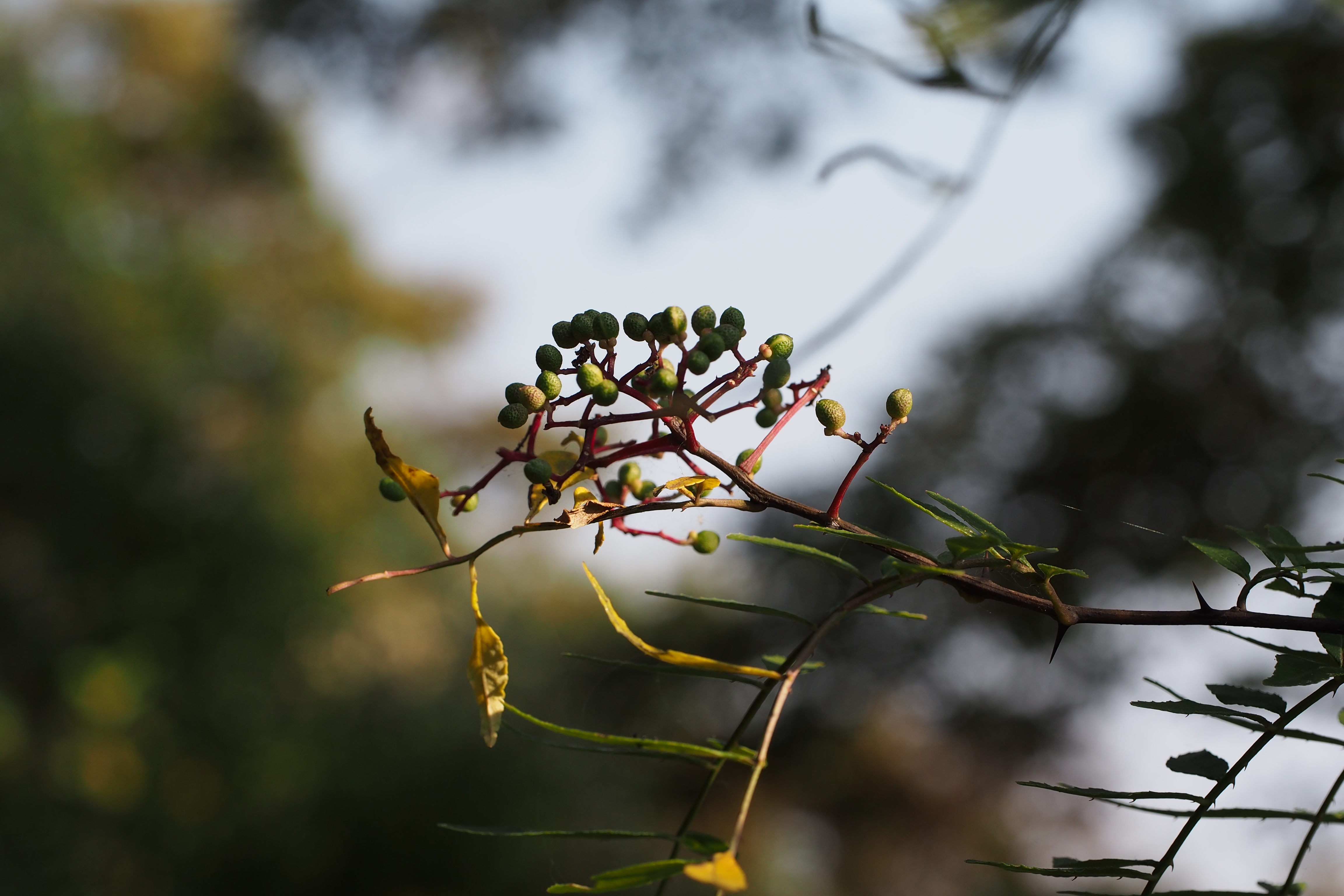
果実
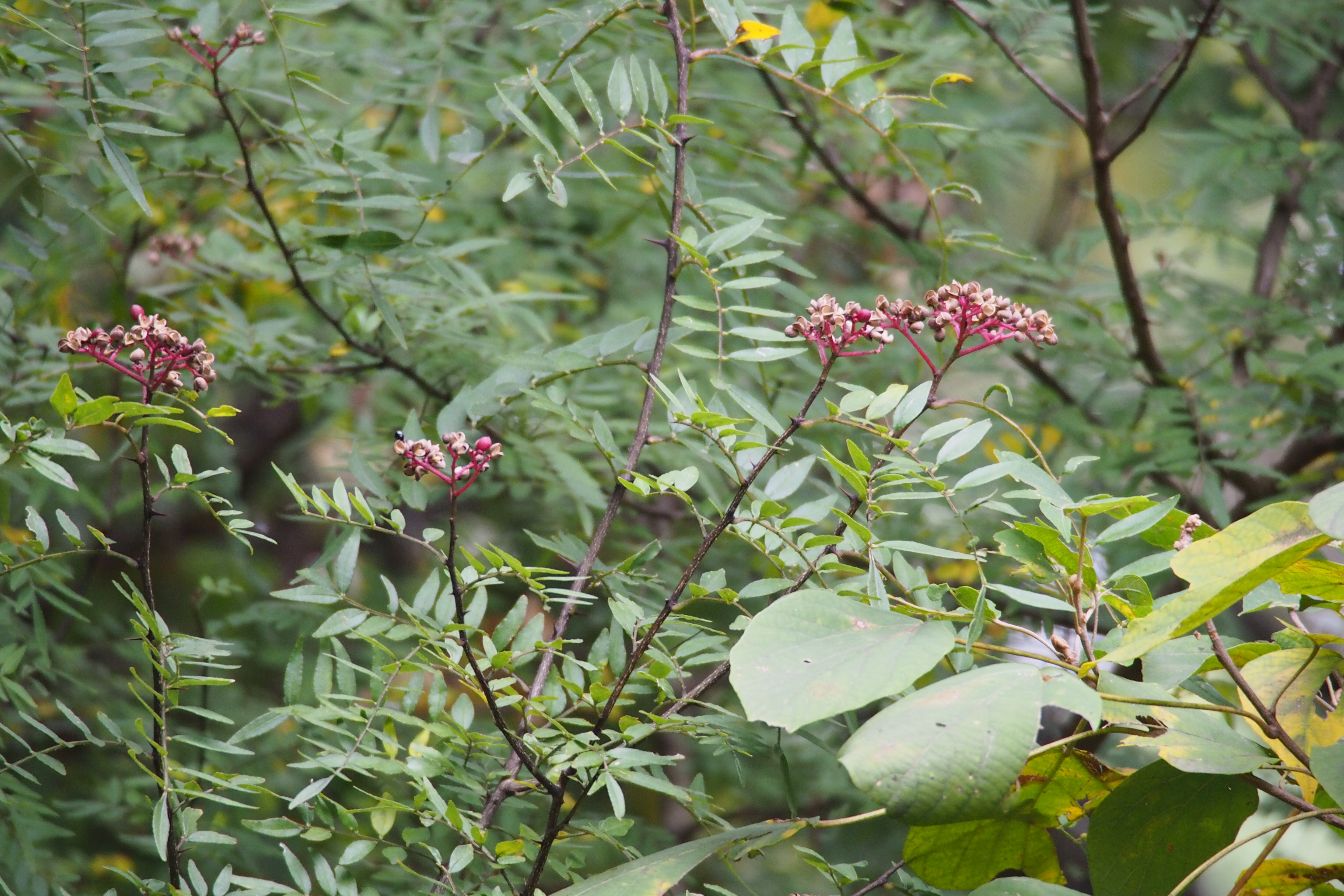
種子を露出した果実

## 利用
果実を煎じた液や葉の粉末は漢方薬に利用される。樹皮や果実を砕いて練ったものは湿布薬になる。